# Блумингдејл (Илиноис)
Блумингдејл (енгл. Bloomingdale) град је у америчкој савезној држави Илиноис.

## Демографија
По попису из 2010. године број становника је 22.018, што је 343 (1,6%) становника више него 2000. године.
| Група             | 2000.          | 2010.          |
| Белци             | 17.854 (82,4%) | 16.216 (73,6%) |
| Афроамериканци    | 557 (2,6%)     | 818 (3,7%)     |
| Азијати           | 1.916 (8,8%)   | 2.791 (12,7%)  |
| Хиспаноамериканци | 1.074 (5,0%)   | 1.916 (8,7%)   |
| Укупно            | 21.675         | 22.018         |